# 拟虎尾蒿蕨
拟虎尾蒿蕨（学名：Ctenopteris merrittii）为禾叶蕨科蒿蕨属下的一个种。